# Godofredo de Ragusa
Godofredo de Altavilla (muere en 1120) fue un noble normando y primer conde de Ragusa. 
Es hijo de conde Roger I de Sicilia y probablemente de su segunda esposa Eremburga de Mortain, aunque también pudo ser ilegítimo al igual que su hermano Jordán. Según el historiador Goffredo Malaterra, padecía de lepra, por lo que, aunque fuese legítimo eran pocas sus posibilidades de suceder a su padre como conde de Sicilia.
Probablemente en julio de 1091, poco antes de embarcarse a la conquista de Malta, su padre el conde Roger lo invistió como conde de Ragusa. 
Su padre le tuvo gran estima, a punto de llamarlo heredero mío en unos documentos en 1094, lo que implica que fue considerado como sucesor tras la muerte de su hermano Jordán, quién era el principal candidato para hacerlo al no tener el conde hijos legítimos varones.
Algunos historiadores [¿quién?] mencionan que nunca se casó pero que estuvo comprometido con una hija de Bonifacio del Vasto o de su hermano Manfredo del Vasto. Otros mencionan [¿quién?] que se casó con Regalia o Rogasia, de familia desconocida, aunque algunos afirman [¿quién?] que pudo ser de ascendencia lombarda. La pareja tuvo los siguientes hijos:
- Bartolomé, murió antes de su padre.
- Sivestre, segundo conde de Raguza.
- Roberto
- Airolda, repudiada por Roger II de Sicilia

Se retiró a vivir en sus últimos años a un monasterio, donde murió en 1120.